# Parafulvia indica
Parafulvia indica är en svampart som beskrevs av Kamal, A.N. Rai & Morgan-Jones 1983. Parafulvia indica ingår i släktet Parafulvia, divisionen sporsäcksvampar och riket svampar.   Inga underarter finns listade i Catalogue of Life.